# Bruce Montague
Bruce Montague (Deal, 24 marzo 1939 – 16 agosto 2022) è stato un attore britannico.

## Biografia
Dopo gli studi alla Royal Academy of Dramatic Art, Bruce Montague recitò in molti teatri regionali nel Regno Unito, prima di affermarsi come caratterista sulle scene londinese negli anni sessanta. Nel 1966 fu accanto a Vivien Leigh nella commedia teatrale La contessa diretta da Robert Helpmann. Dagli anni novanta apparve in numerosi musical nel West End, recitando con Topol ne Il violinista sul tetto (1994), quindi nel musical Oliver!, diretto da Sam Mendes al London Palladium per tre stagioni, dal 1997 al 1999.
Dal 2000 al 2002 recitò all'His Majesty's Theatre nel musical The Phantom of the Opera, diretto da Harold Prince, mentre nel 2015 fu nel cast della prima britannica della commedia Casa Valentina, in scena alla Southwark Playhouse. L'anno successivo tornò a recitare nel West End interpretando Florenz Ziegfeld nel musical Funny Girl, accanto a Sheridan Smith e Darius Campbell, mentre dal 2017 al 2019 apparve per l'ultima volta sulle scene londinesi nel musical 42nd Street, rappresentato al Theatre Royal Drury Lane con Sheena Easton.
Montague è morto nel 2022 all'età di 83 anni.

## Filmografia parziale
- Il Santo (The Saint) – serie TV, episodio 2x21 (1964)
- Investigatore offresi (Public Eye) – serie TV, episodio 1x02 (1965)
- Il barone (The Baron) – serie TV, episodio 1x04 (1966)
- Special Branch – serie TV, episodio episodio 3x07 (1973)
- Gli invincibili (The Protectors) – serie TV, episodio 2x12 (1973)
- Capitan Onedin (The Onedin Line) – serie TV, episodio 5x08 (1977)
- Poirot (Agatha Christie's Poirot) – serie TV, episodio 2x09 (1990)
- Keeping Up Appearances – serie TV, episodio 5x06 (1995)
- Doctors – serie TV, 3 episodi (2001-2019)
- New Tricks - Nuove tracce per vecchie volpi (New Tricks) – serie TV, episodio 10x10 (2013)
- Hollyoaks – serie TV, 5 episodi (2015)